# HTC EVO 4G +
HTC EVO 4G+(한국어: 이보 4G 플러스 , 코드네임:HTC Rider)는 HTC에서 2011년 7월 1일에 출시한 스마트폰이다. 2010년 미국 스프린트를 통해 출시된 안드로이드폰 EVO 4G의 후속기종 EVO 3D의 대한민국판으로서, HTC가 KT와 손잡고 대한민국 시장을 겨냥해 특별히 출시한 전략 기종이다.

## 개요
HTC EVO 4G+의 운영 체제는 안드로이드 2.3.4 진저브레드를 탑재하였다. CPU는 퀄컴의 3세대 스냅드래곤 MSM8260이며 1.2 GHz로 동작하고 듀얼 코어이다. 기존 출시 기종인 센세이션과 하드웨어 사양은 거의 동일하며, 배터리 및 내장 메모리 용량이 더 커지고 와이브로 지원 기능이 추가되는 대신 HSPA+ 지원이 빠진 점이 다르다. 또한 핫스폿 기능을 지원하여 에그(KT 와이브로 공유기)처럼 다른 모바일 기기에 와이파이 테더링을 할 수 있다.
세계 시장에 출시한 EVO 3D와의 달리 대한민국에만 출시한 EVO 4G+는 3차원 지원 기능이 빠져있다. 이로 인하여 EVO 4G+의 무게가 EVO 3D에 비해 10 g 가볍다.

## 사양

### CPU
- 퀄컴 스냅드래곤 MSM8260 듀얼코어 1.2 GHz (커스텀 커널로 최대 1.9GHZ까지 오버클럭 가능)
- 1GB RAM / 1GB ROM

### 네트워크
- 3G :
  - 최대 14.4 Mbps 다운로드 속도
  - 최대 5.76 Mbps 업로드 속도

- GPRS : 최대 114 Kbps 다운로드

- EDGE : 최대 560 Kbps 다운로드

- Wi-Fi® : IEEE 802.11 b/g/n

- HSPA/WCDMA : 900/2100 MHz

- Quad-band GSM/GPRS/EDGE:850/900/1800/1900 MHz

- 와이맥스(WiMAX) : 와이브로(WiBro) 업로드 최대 7 Mbps 다운로드 최대 15 Mbps

### 배터리
- 1,730 mAh 착탈식 리튬 이온 전지
- WCDMA 통화시간: 최대 410 분
- GSM 통화시간: 최대 440 분
- WCDMA 대기시간: 최대 330 시간
- GSM 대기시간: 최대 270 시간

### 미디어 코덱
- 오디오 재생: .aac(advanced audio codec), .amr, .ogg(ogg vorbis), .m4a, .mid, .mp3, .wav, .wma (Windows Media Audio 9)
- 오디오 녹음: .amr, .aac
- 비디오 재생: .3gp, .3g2, .mp4, .wmv (Windows Media Video 9), .avi (MP4 ASP and MP3), .xvid (MP4 ASP and MP3)
- 비디오 녹화: .3gp

### 카메라
- 후면 카메라 : 800만 화소,조리개 F2.2, 오토 포커스, 듀얼 LED 플래시
- 전면 카메라 : 130만 화소 전면 카메라
- HD 비디오 녹화 : 1080p HD 비디오 녹화

## 같이 보기
- HTC 센세이션
- HTC 플라이어 4G